# Monument van Tacambaro

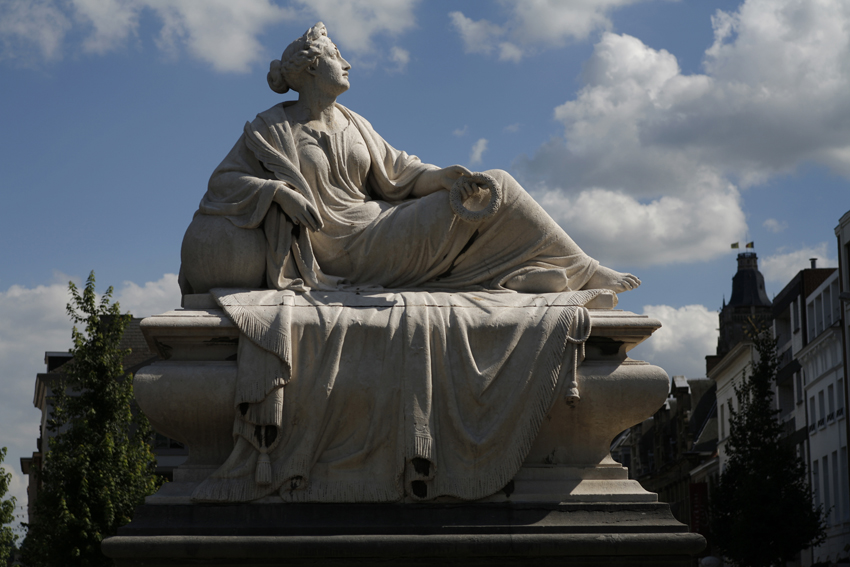
Monument van Tacambaro

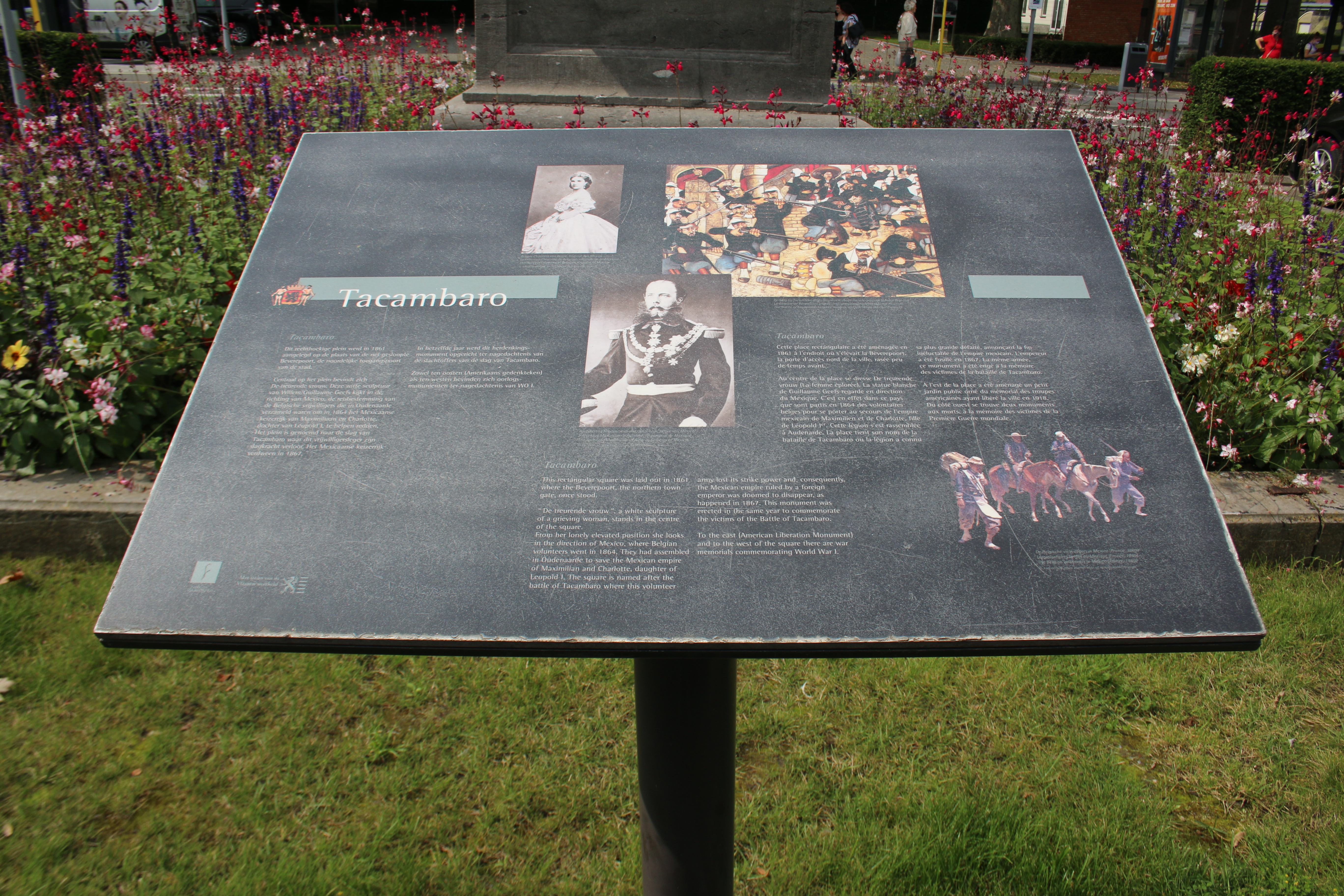

Het monument van Tacambaro op het gelijknamige Tacambaroplein in de Oost-Vlaamse stad Oudenaarde werd opgericht ter nagedachtenis van Slag bij Tacámbaro toen enkele tientallen Oudenaardse vrijwilligers omkwamen tijdens het Mexicaanse avontuur van Maximiliaan van Habsburg en Charlotte van België, tussen 7 en 11 april 1865 in Tacámbaro de Collados, 55 kilometer ten zuidoosten van Pátzcuaro in de staat Michoacan.
Het monument bestaat uit een liggende vrouw die richting Mexico kijkt. Het standbeeld is van Willem Geefs uit 1867. Het stelt een treurende liggende vrouw voor, die leunt op een wereldbol en een kroon neerlegt op een graf.

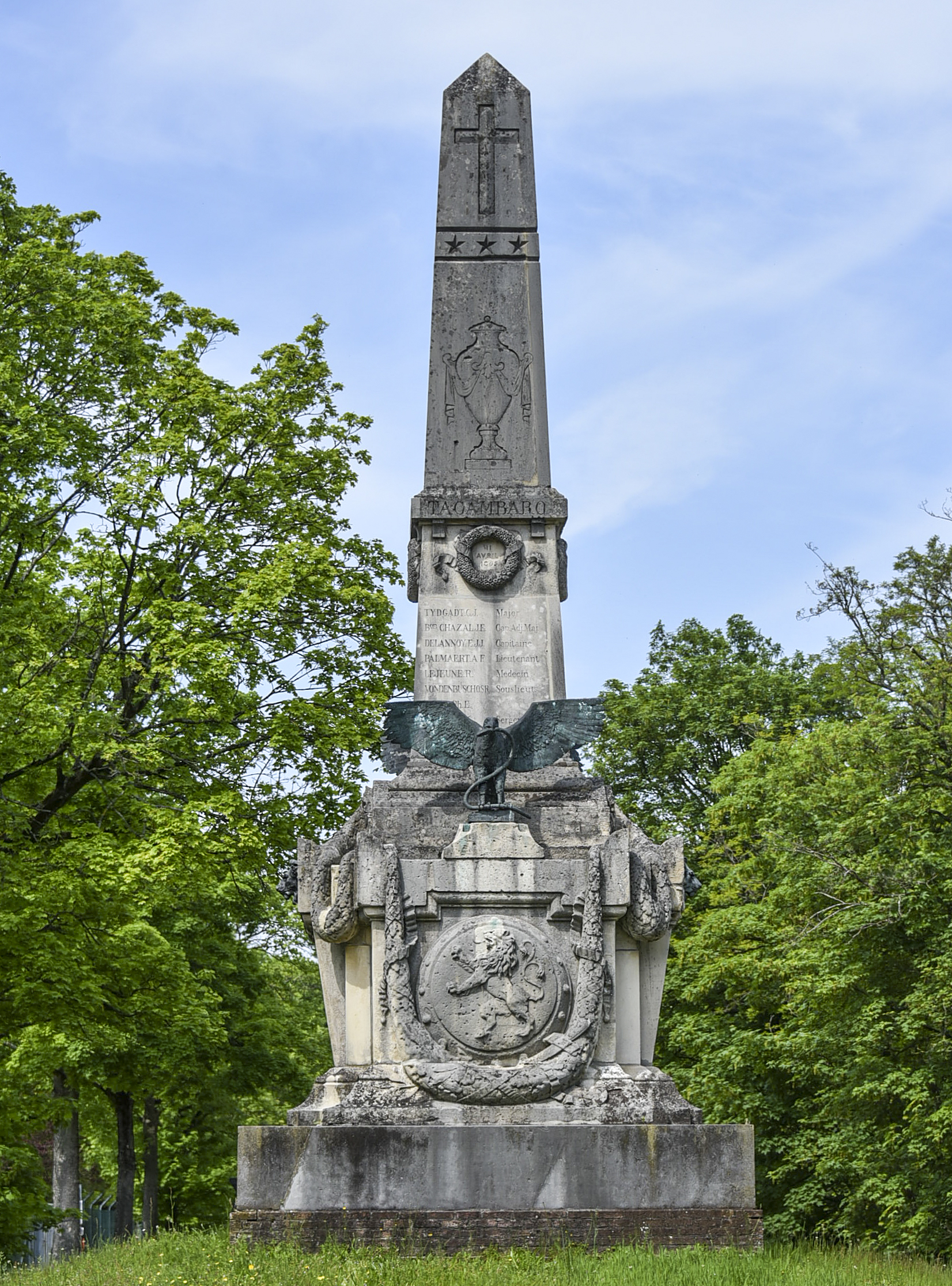
Tacambaromonument in Leopoldsburg

Op 3 april 1865 bezetten driehonderd soldaten van het legioen van Belgische vrijwilligers de stad Tacámbaro. Onder de orders van majoor Constant Tydgadt trokken ze zich terug in de stad, meer bepaald in de kerk die ze ombouwden tot een versterking. Op 11 april werden ze aangevallen door de troepen van generaal-juarist Nicolàs Régules, die beschikte over een verpletterende numerieke meerderheid. Omsingeld langs alle kanten probeerden de Belgen  stand te houden tot de komst van versterkingen die nooit kwamen opdagen. Zij moesten zich uiteindelijk overgeven. Het legioen verloor in één klap ongeveer een kwart van zijn slagkracht. Onder de doden waren majoor Tydtgadt, de bevelhebber van de eenheid, en zijn adjunct kapitein Ernest Chazal, de zoon van de Belgische minister van oorlog.
Er bevindt zich ook een Tacámbaromonument in Leopoldsburg. Deze zuil is zes en een halve meter hoog en draagt de namen van de gesneuvelden van de veldslagen Tacámbaro Loma en Morelia. Het monument werd opgericht in 1867 en in alle stilte ingewijd wegens de grote opwinding door de expeditie in België veroorzaakt.